# 杨庄站 (徐州市)
杨庄站是徐州地铁3号线的地铁车站，位于中华人民共和国江苏省徐州市鼓楼区下淀路与徐钢西路交叉口，于2024年12月3日开通。

## 车站结构
杨庄站沿下淀路东西设置，为地下二层岛式站台车站，车站长192.5米，宽20.7米，车站地下一层为站厅层，地下二层为站台层，站台设置全高站台门。
| 地面              | 出入口 | 1、2、3出入口                                                                                           |
| 地下一层          | 站厅   | 客服中心、自动售票机、验票机                                                                            |
| 地下二层          | 站台   | \| \| \| █ 3号线往银山（下淀） \| \| 島式 · 開左邊车门 \| \| \| \| \| \| █ 3号线往振兴大道（金山桥） \| |
|                   |        | █ 3号线往银山（下淀）                                                                                   |
| 島式 · 開左邊车门 |        | |
|                   |        | █ 3号线往振兴大道（金山桥）                                                                             |

## 车站出口
杨庄站共设3个出入口，各出口及周围设施如下所示：
| 出口编号            | 照片 | 出口指示                         | 建议前往的目的地                              |
| ------------------- | ---- | -------------------------------- | --------------------------------------------- |
| 1 · 出口 · （设有） |      | 下淀路（北侧），徐钢西路（东侧） |                                               |
| 2 · 出口            |      | 下淀路（北侧），徐钢西路（西侧） | 徐州储运有限责任公司六0一仓库，徐州新物资市场 |
| 3 · 出口 · （设有） |      | 下淀路（南侧），瓦房东路（西侧） | 徐州京阜心血管医院                            |
| 图例： 设有         |      |                                  |                                               |

## 接驳交通

### 公交车
- 杨庄：3路，33路，55路，55路夜班，67路，73路，615路

## 车站历史
本站工程名为徐钢医院站，正式站名为杨庄站，以车站所处的杨庄社区命名。
- 2022年10月17日，车站主体结构封顶[5]。
- 2024年12月3日，车站随3号线二期通车开通[1]。